# John R. MacArthur
John R. MacArthur (* 4. Juni 1956 in New York City) ist ein US-amerikanischer Journalist.
MacArthur wuchs in Winnetka, Illinois auf und erlangte 1978 den Grad eines B.A. in Geschichte am Columbia College. Er war Reporter für das Wall Street Journal (1977), den Washington Star (1978), Bergen Record (1978–1979), die Chicago Sun-Times (1979–1982), and Assistent des Leiters der Auslandskorrespondenz bei United Press International (1982).
1983 wurde er Präsident und Herausgeber von Harper’s Magazine. 1993 erhielt er den Mencken Award für den besten Kommentar für seine Enthüllung in der New York Times über „Nayirah“, die Tochter eine kuwaitischen Diplomaten, die im Menschenrechtsausschuss des US-Senats unter Tränen die Propagandalüge erzählte, sie habe als Augenzeugin erlebt, wie irakische Soldaten kuwaitische Babys aus Brutkästen geworfen hätten.
John R. MacArthur schrieb die Bücher Second Front: Censorship and Propaganda in the 1991 Gulf War (1992) – deutscher Titel: Die Schlacht der Lügen – und The Selling of “Free Trade”: Nafta, Washington, and the Subversion of American Democracy (2000) – zu deutsch: Der Verkauf des „Freihandels“: NAFTA, Washington und die Unterwanderung der amerikanischen Demokratie.
MacArthur lebt mit seiner Frau und zwei Töchtern in New York City.